# Авдалово
Авда́лово (рос. Авдалово, ерз. Алдал) — село у складі Зубово-Полянського району Мордовії, Росія. Входить до складу Дубительського сільського поселення.
Населення — 395 осіб (2010; 444 у 2002).
Національний склад станом на 2002 рік:
- росіяни — 72 %